# Will You Be There
A Will You Be There Michael Jackson amerikai énekes nyolcadik kislemeze Dangerous című albumáról. 1993 júliusában jelent meg. A dal szerepelt a Szabadítsátok ki Willyt című filmben is. Az USA-ban aranylemez.

## A dal
2002-ben az ITV-nek adott interjújában Jackson elmondta, hogy a dalt egy fán ülve írta birtokán, Neverlanden. A Will You Be There szövege az élet küzdelmességéről szól. Michael egyik legösszetettebb jelentésű dala, sok kritikust és rajongót elgondolkodtatott. A teljes változat elején Beethoven 9. szimfóniájából hallható a prelúdium, a Cleveland Orchestra és a Cleveland Orchestra Chorus előadásában. Ezután korál következik Andrae és Sandra Crouch elrendezésében. Az Andrae Crouch Singers énekkar az egész dalban hallható.
A dal két per tárgyát is képezte. Először a Cleveland Orchestra perelte be Jacksont hétmillió dollárra szerzői jogainak megsértéséért, mert az énekes engedély nélkül használt fel részletet az ő Beethoven-előadásukból és nem tüntette fel a felhasználást a borítófüzetben. Jackson peren kívül rendezte az ügyet, és a Dangerous későbbi kiadásain már szerepelt a borítószövegben a szükséges információ. Másodjára Albano Carrisi olasz zenész perelte be Jacksont, mert úgy vélte, a dal az ő I cigni di Balaka című dalának plágiuma. Az olasz bíróság hét év pereskedés után megállapította, hogy bár a két dal valóban nagyon hasonlít, mindkettőt egy hagyományos indiai dal ihlette. Carrisit kötelezték, hogy a per összes költségét ő fizesse.

## Fogadtatása
A dal az album egyik legsikeresebb dala volt. Az Egyesült Államokban több mint 500 000 példányban kelt el, hat hétig volt a Billboard Hot 100 slágerlistán az első tízben, legmagasabb elért helyezése a 7. hely; aranylemez minősítést kapott. Európában az első helyre került az MTV Eurochart slágerlistán. Az Egyesült Királyságban több mint hat hétig szerepelt a top 40-ben. Világszerte 1 600 000 példányban kelt el.
A dal 1994-ben MTV Movie Awardot nyert „Legjobb filmbetétdal” kategóriában. Felkerült a Sony Music Entertainment által 1999-ben megjelentetett All Time Greatest Movie Songs („Minden idők legnagyszerűbb filmbetétdalai”) albumra is.

## Videóklip
A dal videóklipjét a Szabadítsátok ki Willyt jeleneteiből és Jackson Dangerous turnéjának koncertfelvételeiből vágták össze. A klip szerepel a Michael Jackson’s Vision DVD-n, egy másik változata pedig a Dangerous – The Short Films DVD-n.

## Fellépések
Michael Jackson a Dangerous World Tour minden koncertjén előadta a Will You Be There-t. Fellépett vele a MTV létrejöttének tizedik évfordulóján rendezett műsorban és a NAACP Image Awards díjkiosztón is 1993-ban. Előadta volna 2009–2010-re tervezett This Is It koncertsorozatán is, melyre hirtelen halála miatt nem került sor. A This Is It filmben nem szerepel (bár a DVD/Blu Ray bónuszanyagok közt rövid ideig feltűnik), de a koncertnek része lett volna, együtt a filmen szintén nem szereplő Bad, Dirty Diana, Dangerous, Rock with You, You Are Not Alone, You Rock My World, We Are the World, Heal the World, Don’t Stop ‘til You Get Enough és Stranger in Moscow című dalokkal.

## Dallista
12" és CD kislemez
1. Will You Be There (Radio Edit) – 3:40
2. Man in the Mirror – 5:20
3. Girlfriend – 3:04
4. Will You Be There (Album version) – 7:40

7" kislemez és kazetta
1. Will You Be There (Radio Edit) – 3:40
2. Will You Be There (Instrumental) – 3:40

3" mini CD
1. Will You Be There (Radio Edit) – 3:40
2. Girlfriend – 3:04

## Változatok
1. Will You Be There (Album version) – 7:40
2. Will You Be There (Edit) – 5:22
3. Will You Be There (Radio edit) – 3:39
4. Will You Be There (Instrumental) – 3:25[6]

## Helyezések
| Slágerlista (1993)                             | Legmagasabb helyezés |
| ---------------------------------------------- | -------------------- |
| Ausztrál kislemezlista                         | 58                   |
| Brit kislemezlista                             | 8                    |
| Eurochart Hot 100                              | 3                    |
| Francia kislemezlista                          | 29                   |
| Holland kislemezlista                          | 3                    |
| Ír kislemezlista                               | 3                    |
| Kanadai kislemezlista                          | 3                    |
| Német kislemezlista                            | 12                   |
| Osztrák kislemezlista                          | 10                   |
| Svájci kislemezlista                           | 11                   |
| USA Billboard Hot 100                          | 7                    |
| USA Billboard Hot R&B/Hip-Hop Singles & Tracks | 53                   |
| USA Billboard Hot Adult Contemporary Tracks    | 5                    |
| Új-zélandi kislemezlista                       | 2                    |
| Slágerlista (2009)                             | Legmagasabb helyezés |
| Ausztrál kislemezlista                         | 42                   |
| Brit kislemezlista                             | 51                   |
| Dán kislemezlista                              | 14                   |
| Német kislemezlista                            | 26                   |
| Osztrák kislemezlista                          | 21                   |
| Svájci kislemezlista                           | 3                    |
| Svéd kislemezlista                             | 22                   |
| USA Billboard Hot Digital Songs                | 10                   |
| Új-zélandi kislemezlista                       | 29                   |

| Slágerlista (1993)    | Helyezés |
| --------------------- | -------- |
| USA Billboard Hot 100 | 47       |

## Közreműködők
- Zeneszerző és dalszövegíró: Michael Jackson.
- Producer: Michael Jackson.
- Társproducer: Bruce Swedien.
- Rögzítette és keverte: Bruce Swedien and Matt Forger.
- Ének és vokálok: Michael Jackson.
- Elrendezés: Michael Jackson és Greg Phillinganes.
- A zenekar karmestere: Johnny Mandel.
- Kórusvezetők: Andrae és Sandra Crouch, énekel az Andrae Crouch Singers.
- Billentyűsök: Greg Phillinganes és Brad Buxer.
- Szintetizátoroks: Michael Boddicker.
- Szintetizátorok és szintetizátorprogramozás: Rhett Lawrence.
- Ütőshangszerek: Brad Buxer, Bruce Swedien, Paulinho Da Costa.
- Beethoven prelúdiumát előadja:
  - a Cleveland Orchestra kórusa, vezényel: Robert Shaw
  - a Cleveland Orchestra, vezényel: George Szell.

## Feldolgozások
Jackson gyászszertartásán, 2009. július 7-én Jennifer Hudson adta elő a dalt.
A dalt feldolgozta a Boyce Avenue együttes 2010-ben megjelent Influential Sessions című albumán. A dal iTunes-eladásaiból befolyó bevételt a 2010-es haiti földrengés áldozatainak megsegítésére ajánlották fel az Amerikai Vöröskereszten át. Az együttes egyik tagja, Alejandro Manzano így nyilatkozott: „Bár tudtuk, hogy az ő dalainak minden feldolgozása elhalványul az eredeti mellett, kötelességünknek éreztük, hogy tisztelegjünk az elhunyt nagy énekes előtt most, a szükség idején azzal, hogy feldolgoztuk egyik kedvenc dalunkat tőle, a Will You Be There-t.

## Külső hivatkozások
- "Will You Be There" - An Ode to Song
- Dalszöveg az AllMichaelJackson.com-on
- Videóklip a YouTube-on